# 伊塔雅伊山脈國家公園

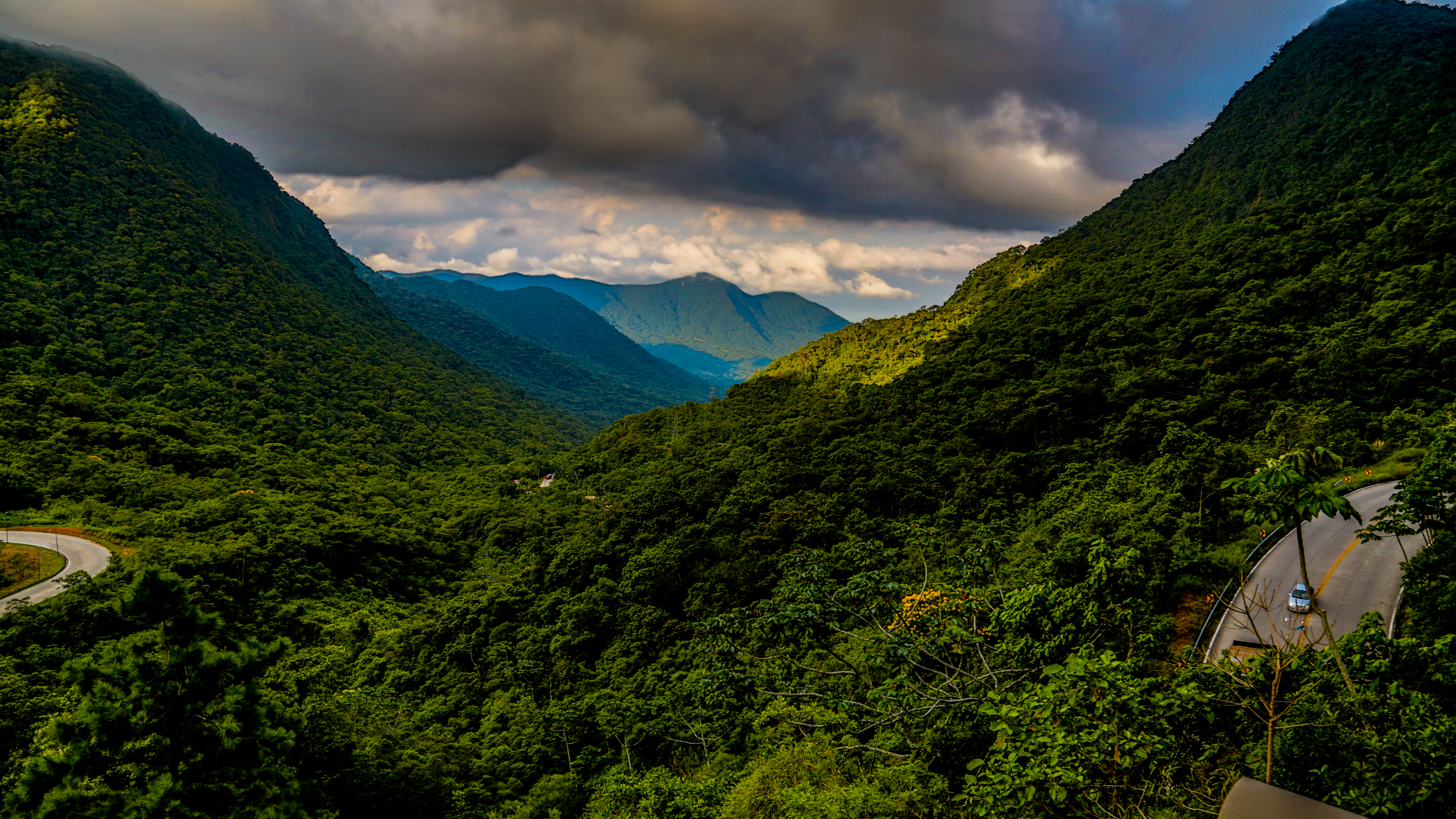

27°07′30″S 49°11′42″W / 27.125°S 49.195°W
伊塔雅伊山脈國家公園（葡萄牙語：Parque Nacional da Serra do Itajaí），是巴西的國家公園，位於該國南部聖卡塔琳娜州，成立於2004年6月4日，佔地5.7萬公頃，覆蓋阿斯庫拉、阿皮烏納、布盧梅瑙、博圖韋拉、加斯帕、瓜比魯巴、因達亞爾、內雷烏總統鎮、維達爾拉穆斯地區。